# Hasan Polatkan

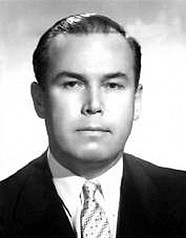
Hasan Polatkan

Hasan Polatkan (* 1915 in Eskişehir; † 16. September 1961 auf der Gefängnisinsel İmralı) war ein türkischer Politiker und bis zum Militärputsch von 1960 Finanzminister der Türkei.

## Leben
Nach seinem Studium der Politikwissenschaften an der Universität Istanbul 1936 arbeitete Polatkan als Inspektor bei der staatlichen T.C. Ziraat Bankası.
Nach seinem Eintritt in die Politik wurde er 1946 als Abgeordneter von Eskişehir für die Demokrat Parti in die Große Nationalversammlung gewählt und bekleidete zwischen Mai 1950 und Dezember 1950 im Kabinett des Ministerpräsidenten Adnan Menderes das Amt des Arbeitsministers. Später diente er zwischen 1950 und 1955 sowie zwischen 1956 und 1960 als Finanzminister der Türkei, bis am 27. Mai 1960 das türkische Militär putschte und er verhaftet wurde.
Die Putschisten leiteten die Yassıada-Prozesse gegen den Ministerpräsidenten Menderes und Funktionäre seiner Regierung und Partei ein, insgesamt 592 Menschen. Nach dem damaligen Türkischen Strafgesetzbuch war die Todesstrafe möglich gegen Menschen, „die die Verfassung zu ändern, ersetzen oder außer Kraft zu setzen anstreben“. Polatkan, Menderes, Celâl Bayar, Fatin Rüştü Zorlu und elf weitere frühere Regierungsbeamte wurden zum Tode durch den Strang verurteilt.
Am 16. September wurden die Todesurteile gegen Polatkan und Zorlu und am 17. September das Urteil gegen Menderes auf der Gefängnisinsel İmralı vollstreckt. Die übrigen Todesurteile wurden in lebenslange Haftstrafen umgewandelt und Bayar wurde aus Altersgründen verschont.
Am 17. September 1990 wurden seine Gebeine sowie die von Menderes und Zorlu nach Istanbul überführt und im sogenannten Anıtmezar beigesetzt. In Eskişehir wurde ein Boulevard nach ihm benannt.